# Contilly

Contilly este o comună în departamentul Sarthe, Franța. În 2009 avea o populație de 148 de locuitori.